# Ferdinand Engelbert Gregor Mayer
Ferdinand Engelbert Gregor Mayer (auch Gregor Mayer oder Gregor Ferdinand Mayer; * 19. Jänner 1754 in Pulkau als Ferdinand Engelbert  Mayer; † 25. November 1820) war ein österreichischer Benediktiner, Theologe und Hochschullehrer.

## Leben
Mayer war Sohn eines Kaufmanns und wurde Sängerknabe in Maria Taferl. 1766 wurde er zur weiteren Ausbildung am Alumnat des Stiftes Melk aufgenommen. Am 13. November 1771 trat er dort in den Benediktinerorden ein und absolvierte das Studium der Philosophie und Theologie am Stift, bevor er am 24. Februar 1778 die Ordensgelübde ablegte und den Ordensnamen Gregor erhielt. Die Priesterweihe empfing er am 23. August 1778. Sein theologisches Studium sollte er an der Universität Wien vervollständigen, weshalb er 1779 zum Studium der orientalischen Sprachen durch seinen Abt dorthin geschickt wurde. 1780 kehrte er mit Ulrich Petrak als Repetent der Ästhetik und der griechischen Sprache nach Melk zurück und lehrte bei den Novizen des Stifts.
Mayer wurde 1781 zum Professor der Philosophie an der öffentlichen Lehranstalt des Stifts in Melk ernannt und erhielt außerdem die Stelle des Bibliothekars. Nach dem Tod des Melker Abts sollte er 1786 die Stelle des Abts übernehmen. Er lehnte diese Stellung allerdings ab und wurde in der Folge 1786 Professor der griechischen Sprache und Hermeneutik des neuen Bundes an der Wiener Universität. Außerdem übernahm er dort die Vorlesungen über die theologische Literaturgeschichte. Nachdem er an der Wiener Hochschule zum Dr. theol. promoviert worden war, übernahm er außerdem die Professur der orientalischen Dialekte, die er bis 1791 bekleidete. 1790 verpasste er die Wahl zum Abt des Melker Stifts.
Mayer trat 1801 aus dem akademischen Lehramt aus, als ihm durch die Wiener Universität eine Stelle als Domherr am Linzer Dom übertragen wurde. 1807 wurde er in Linz Domdechant und nach dem Tod des Bischofs Joseph Anton Gall 1807 auch Generalvikar des Bistums Linz. Als solcher leitete er das Bistum, bis Sigismund Ernst Graf von Hohenwart Bischof wurde. Zuletzt wurde er 1812 Direktor der Linzer theologischen Studien und zugleich Mitglied des oberösterreichischen Ständeausschusses. Diese Ämter bekleidete er bis zu seinem Tod.
Mayer war über seine ganze Laufbahn schriftstellerisch tätig. Die meisten seiner Schriften wurden in Wien verlegt.

## Werke (Auswahl)
- Geschichte und Schriften der Apostel, zergliedert, sammt erbaulichen Anmerkungen. Nach dem Französischen, 3 Bände, Wien 1785.
- Specimen Animadversionum In Graecum Matthaei, Grattenauer, Nürnberg 1786.
- Compendium historiae litterariae theologiae, Wappler, Wien 1788.
- Institutio Interpretis Sacri, Wappler, Wien 1789.
- Authentie und Oekonomie der Göttlichen Schriften des Neuen Bundes, Hartl, Wien 1793.
- Beyträge zur Erklärung des Evangeliums Matthäi für Sprachkundige, Doll, Wien 1818.
- Beyträge zur richtigen Uebersetzung der syrischen Chronik des Gregor Barhebräus, oder Berichtigung verschiedener Stellen der latein. Uebersetzung des Barhebräus, welche Paul Jacob Bruns und Gr. Wilh. Hirsch herausgegeben haben, Schmid, Wien 1819.